# William Worrall Mayo
William Worrall Mayo (Salford, 31 maggio 1819 – 6 marzo 1911) è stato un medico inglese.

## Biografia

### I primi anni e gli studi
Nato nella cittadina inglese di Salford nei pressi di Manchester il 31 maggio 1819, fu il terzo figlio di James ed Anne Mayo. Il padre morì quando William aveva sette anni e la madre, ormai vedova, fu in grado di dare al figlio una buona istruzione. Infatti in un periodo in cui più della metà del bambini inglesi non frequentavano la scuola, William studiò il latino e il greco, prese lezioni private dal noto scienziato John Dalton, il quale gli trasmise il suo entusiasmo per la chimica che William non abbandonò mai. Sotto il tutorato di Dalton, William intraprese i suoi studi di medicina che poi continuò presso l'ospedale di Londra e Glasgow, ma in nessuna delle due città restò tanto a lungo da concludere gli studi e ottenere così la laurea che gli permettesse di esercitare.
William era un giovane molto curioso e voglioso di vedere il mondo per questo la chiamata dell'America gli parve un'avventura da non perdere unita alla possibilità di migliorare la propria vita. Così nel 1845, all'età di 26 anni, giunse al porto e si imbarcò, senza chiedere il consenso della madre e neppure dirle addio. Non era nei suoi desideri tenere la faccenda segreta né vi erano risentimenti tra lui e la madre, l'impetuosità faceva parte del suo essere indipendente. Giunto in America lavorò per un primo momento come chimico presso l'ospedale di New York, ma insoddisfatto delle condizioni di lavoro abbandonò e trascorse l'estate del 1849 lavorando per il Dr Deming. Si iscrisse ai corsi di medicina dell'Indiana Medical College, ottenendo la laurea il 14 febbraio 1850. L'Indiana Medical College aveva un'ottima reputazione e i suoi studenti erano richiesti dal Vermont e dal nord Carolina. Fu inoltre una delle prime facoltà ad avere un microscopio, che catturò subito l'attenzione del giovane William. Trovò un'occupazione a Lafayette, ma un anno dopo scomparve dal suo studio e si sposò con Louise Abigail Wright a Galena. Era impetuoso ed indipendente come sempre.
Il 1850 fu un anno caratterizzato da molte epidemie: colera, forme maligne di dissenteria e malaria principalmente. Il grande flagello dell'Indiana fu proprio la malaria a causa dell'umidità ed essendo l'agente patogeno sconosciuto si attribuiva la causa della malattia ad un vapore velenoso, sostanza maligna che viaggiava nell'aria soprattutto di notte. Le persone, nonostante la diffusione di tali malattie, cercavano comunque di curarsi tramite rimedi casalinghi e richiedevano l'ausilio del medico solo se strettamente necessario. Ciò probabilmente era dovuto alla convinzione che persino il medico poteva contribuire poco. Quindi sebbene il lavoro del Dr. Mayo copriva un vasto territorio, era poco remunerativo. A coprire le entrate mancanti fu la moglie, la quale apri un negozio di modisteria che ebbe subito successo. Il Dr. Mayo tentò di aumentare i suoi guadagni seguendo il Dr. Deming, nuovo professore di anatomia presso l'università del Missouri, come suo assistente. Non restò lì a lungo e presto si mise in viaggio alla ricerca di un luogo in cui poter fare davvero il medico. “a presto Louise” disse alla moglie “cavalcherò fino a quando starò meglio o morirò".

### L'inizio della carriera politica
Un mese di viaggio condusse il Dr Mayo a Galena. I giornali esaltavano la bellezza dei suoi laghi e fiumi ricchi di pesce. Un posto senza disagi e malattie era proprio ciò che cercava il Dr. Mayo. Tornò nell'Indiana a prendere la figlia Gertrude e la moglie, che trasferì il suo negozio a San Paolo. Giunti a San Paolo nel 1854 il lavoro della signora Mayo fiorì subito differentemente da quello del marito. La città infatti era piena di medici e non vi era abbastanza lavoro per tutti, così il Dr. Mayo si dedicò alla sua curiosità nel visitare il nuovo territorio.
Non restarono a San Paolo a lungo e presto si trasferirono a LeSueur, dove il Dr. Mayo tornò ad esercitare la sua professione, nonostante l'ostilità di molti medici. Qui vi erano molte malattie legate all'alimentazione o al freddo, inoltre la sanità inadeguata, l'ignoranza e la superstizione contribuivano nel diffonderle. A questo si aggiungeva la dissenteria e le ondate di vaiolo. La mortalità infantile era elevatissima, tanto da essere considerata un'abitudine. Vi era quindi molto bisogno di medici, ma proprio come nell'Indiana chiedere l'aiuto del medico veniva rimandato quanto più possibile. Il Dr. Mayo riceveva poche chiamate la settimana e si recava dai pazienti a piedi o in groppa al suo pony, se doveva attraversare il fiume utilizzava la canoa in quanto non c'erano ponti. Delle volte restava ad occuparsi del paziente per due o tre giorni. Nonostante tutto, il lavoro non retribuiva molto poiché le persone erano molto povere e spesso indebitate. Se il dottore riceveva un dollaro come ricompensa o una porzione di bacon lo accettava come se lo ritenesse adeguato. Per implementare le sue entrate faceva anche altri lavori. Poco dopo si trasferirono in città, dove costruirono una casa con uno studio, qui nacque William James Mayo. Il Dr. Mayo restò in contatto con i vecchi pazienti e ne ebbe dei nuovi, anche se la prima richiesta d'aiuto che ottenne fu per un cavallo! Anche qui il dottore intraprese nuovi lavori tra cui il suo breve tentativo di essere giornalista per il giornale Le Sueur.
Il 1861 fu l'anno delle pressioni politiche in quanto si fece più accesa la disputa tra repubblicani e democratici. Scrivendo su un giornale democratico il Dr. Mayo presto dovette fare una dichiarazione riguardante le sue idee politiche: egli non era a favore della schiavitù, favoriva la pace ad ogni costo e sperava che il presidente Lincoln non avrebbe tolto né "gli astratti diritti dei neri né i reali diritti degli schiavisti". Il tono di voce fece intendere che fosse repubblicano e nell'arco di un anno lavorò attivamente tra i repubblicani e nel 1862 fu eletto leader del partito per l'anno successivo. Ecco che inizia la sua carriera politica. In pochi anni il Dr. Mayo divenne uno degli uomini più noti, il suo lavoro copriva ben tre paesi e spesso era richiesto anche da molto lontano. Tutti lo conoscevano come Dr. Mayo, senza iniziali, residenza o altro e così veniva citato sui giornali in quanto ci si aspettava che il lettore lo conoscesse. Con lo scoppio della guerra il dottore fu nominato esaminatore di Le Sueur, ma l'incarico fu presto dimenticato quando New Ulm fu attaccata e lui ed altri cittadini andarono in aiuto della città. Qui trovarono diversi feriti e morti, organizzarono piccoli centri ospedalieri e posero guardie intorno alla città. Furono attaccati dagli Indiani, ma appiccato il fuoco in un edificio riuscirono a tenerli lontani. Evacuata la città e presosi cura dei malati e dei feriti il Dr. Mayo tornò a casa.

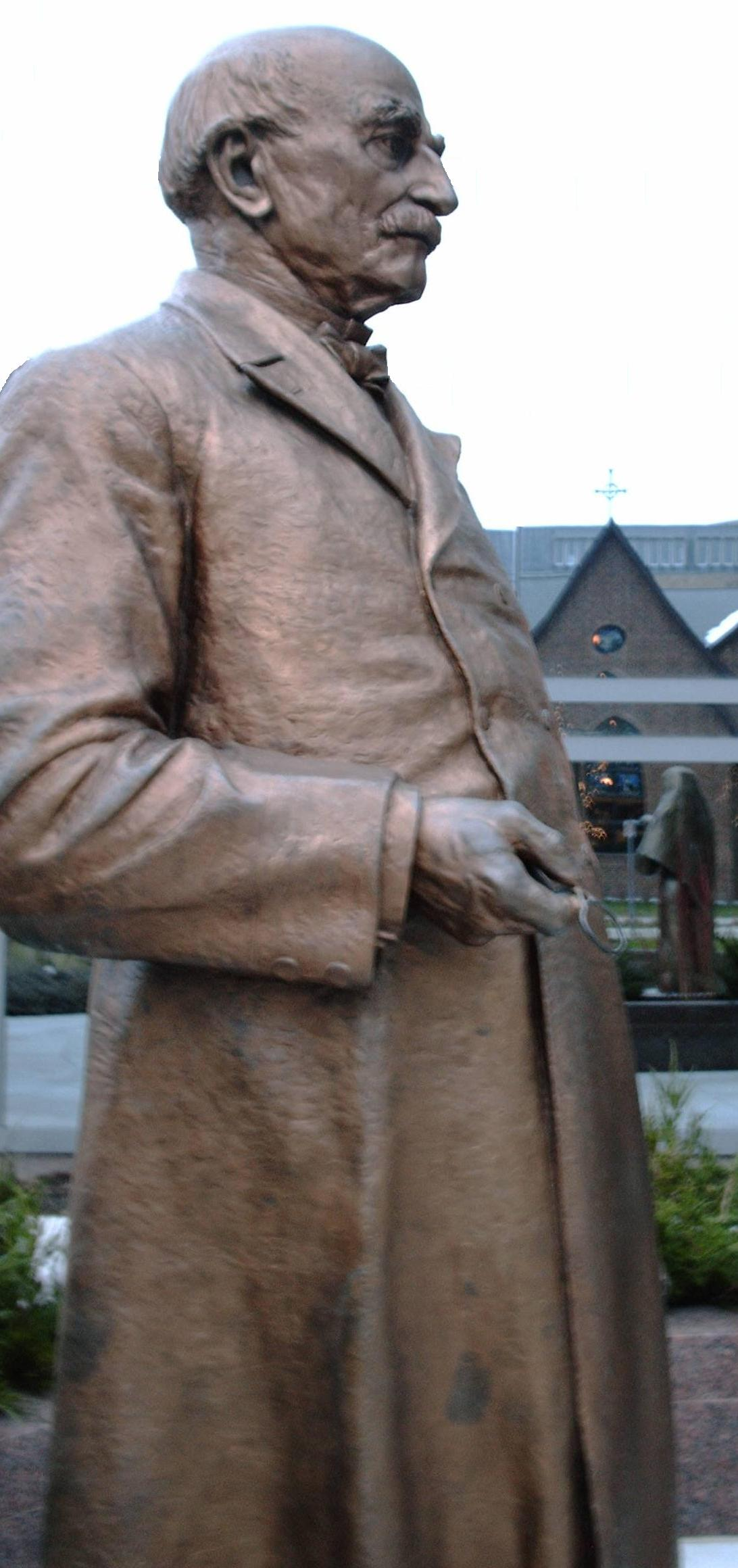
Bronzo del dr. William Worrall Mayo vicino alla Mayo Clinic a Rochester, Minnesota

### Rochester
Con l'Atto di Arruolamento i governi federali si presero la responsabilità di gestire gli arruolamenti che si tenevano nei distretti, i quali prevedevano la presenza di un commissario di arruolamento e di un chirurgo esaminatore. Ad Aprile il Dr. Mayo fu nominato chirurgo esaminatore per il primo distretto del Minnesota, così si recò a Rochester per adempiere al suo lavoro. Per più di un anno e mezzo l'ufficio arruolamenti fu talmente pieno da rendere il dottore occupatissimo. Non era affatto un lavoro semplice: se si visitavano troppo volontari si poteva incorrere in un rimprovero ufficiale, se si mandava alla marina un uomo non adatto si riceveva una multa. Inoltre il chirurgo doveva essere abile nel capire chi cercava di ingannarlo. Infatti gli imbrogli erano tanto frequenti che Washington inviò ai chirurghi circolari descrivendo elaborati metodi per smascherare i bugiardi. Il Dr. Mayo era allo stesso tempo l'uomo più benedetto e maledetto del Sud Minnesota.
Nel 1864 le domande di arruolamento aumentarono a tal punto che gli esaminatori facevano circa una visita al minuto. Un agricoltore di Ottawa si accorse che alcuni medici prendevano contributi maggiori dei cinque dollari imposti dalla legge e li denunciò. Il Dr. Mayo fu difeso in quanto si sosteneva che le sue visite erano accurate ed imparziali, ma i sospetti aumentarono quando si seppe che egli faceva visite private fuori orario prendendo cinque dollari come retribuzione. Il dottore spiegò che egli in effetti faceva visite di sera ad uomini che non volevano aspettare giorni in fila, se risultavano idonei alla'arruolamento tornavano per essere visitati in presenza del commissario, in caso contrario non tornavano. Sebbene tutto fu svolto legalmente, la faccenda non convinse il colonnello Averill, che sospese il Dr. Mayo, sostituito dal Dr. Cross. Poco dopo si capì che si poteva affermare solamente che il Dr. Mayo fu poco attento e non ci furono opposizioni al suo ritorno. Si trasferì con la famiglia a Rochester e nel salotto della nuova abitazione nacque Charles Horace Mayo, un secolo dopo proprio lì sarebbe sorto l'atrio della Mayo Clinic. Durante lo sviluppo della città di Rochester il Dr. Mayo contribuì progettando una biblioteca e una scuola, organizzando conferenze annuali che portavano in città celebrità come Wendell Phillips, Horace Greeley e Anne E. Dickinson. Sfortunatamente il dottore non fu in grado di fare tutto ciò senza suscitare inimicizie, infatti quando i repubblicani lo scelsero per le elezioni successive, la fazione guidata da John Edgar, zelante uomo di chiesa, lo etichettò come amico del demone rum. Il Dr. Mayo era un ardente sostenitore di Darwin, Thomas Huxley e Herbert Spencer. Aggiunse subito i loro libri alla sua biblioteca personale. Nonostante non fosse credente, egli nutriva un sincero rispetto nei confronti degli uomini di vera fede, era infatti amico di cattolici, protestanti e sacerdoti. Egli tentava sempre di spronare le persone nel compiere progressi.
Nel 1882 fu eletto sindaco, ma il dottore non possedeva qualità adatte a tale carica come la pazienza e il compromesso, egli era più propenso a comandare che a persuadere. Non fu rieletto. Nel 1885 fu eletto assessore e per quattro anni cercò di migliorare la città con impianti idraulici, elettrici e un sistema fognario. Nel 1890 divenne senatore. La sua carriera politica finì all'età di 74 anni quando si ritirò dal senato, ma per molto tempo fu consigliere dei democratici. Il dr. Mayo fu sempre capace di affiancare la politica con suoi doveri medici, senza trascurare nessuna delle due. I progressi in un ambito influenzavano quelli nell'altro. Quando iniziò ad esercitare a Rochester il dottore non riscontrò particolari problemi, vi erano abbastanza pazienti per tutti i medici presenti. Rochester era già allora la capitale medica del paese. Ospitava già una clinica, fondata dai due fratelli, Edwin ed Elisha Cross. Il dr. Edwin era un ottimo medico con molta esperienza, era un uomo di grande statura, con capelli castano scuro, grosso e rude. I pazienti, specialmente le donne lo temevano. Il dr. Elisha, sebbene avesse proporzioni paragonabili a quelle del fratello, era più amabile e meno aggressivo. Il dr. Mayo andava molto d'accordo col gentile dr. Elisha, ma proprio non tollerava il dr. Edwin e il sentimento era reciproco. I due avevano idee opposte su qualunque argomento civile o politico. Per un uomo come il dr Edwin Cross il dr. Mayo era un idealista, facilmente ingannabile, che annoiava con le sue idee radicali. D'altro canto il dr. Mayo riteneva il dr. Edwin più interessato al denaro che alle persone
Sebbene cortese e gentile il dr. Mayo non era un uomo che ispirava familiarità. Alcuni lo chiamavano Mayo, pochi William, ma nessuno Will, neppure la moglie. Un segno evidente della sua inibizione era il suo codice professionale, esteso anche all'abbigliamento. Raramente appariva in pubblico se non con pantaloni classici, doppiopetto e cappello. Sembrava sempre dirigersi da qualche parte con molta fretta, cosa che divenne ben nota agli abitanti di Rochester. Amava i cavalli veloci e sceglieva sempre i più indomabili, ma non sempre riusciva a controllarli. Non gli mancava la grinta. Un giorno notò una piaga sul suo labbro, decise dopo averla osservata che era cancerogena e doveva essere asportata. Bevuto del whisky si operò davanti allo specchio. Ad assisterlo c'era il piccolo Charlie. Ugualmente decisivo era nei confronti dei pazienti. Quando notò che il piccolo George Grender non parlava, lo fece sedere sulle sue gambe e gli taglio la membrana sotto la lingua. Da allora George poté parlare e successivamente divenne il legale dei fratelli Mayo. Il dr. Mayo era sicuramente un uomo favorevole al progresso, utilizzava il termometro clinico e lo Stetofonendoscopio, unico strumento di precisione in quegli anni, analizzava le urine testandole per lo zucchero e l'albumina con reagenti che portava sempre con sé, aveva un laboratorio in un angolo del suo ufficio. Partecipò agli incontri della Minnesota Medical Society e per dieci anni fu tra i suoi principali membri. Grazie ad essa conobbe il dr. Franklin R. Staples, il dr. Charles N. Hewitt e il dr. Alexander J. Stone.

### Pioniere nella chirurgia

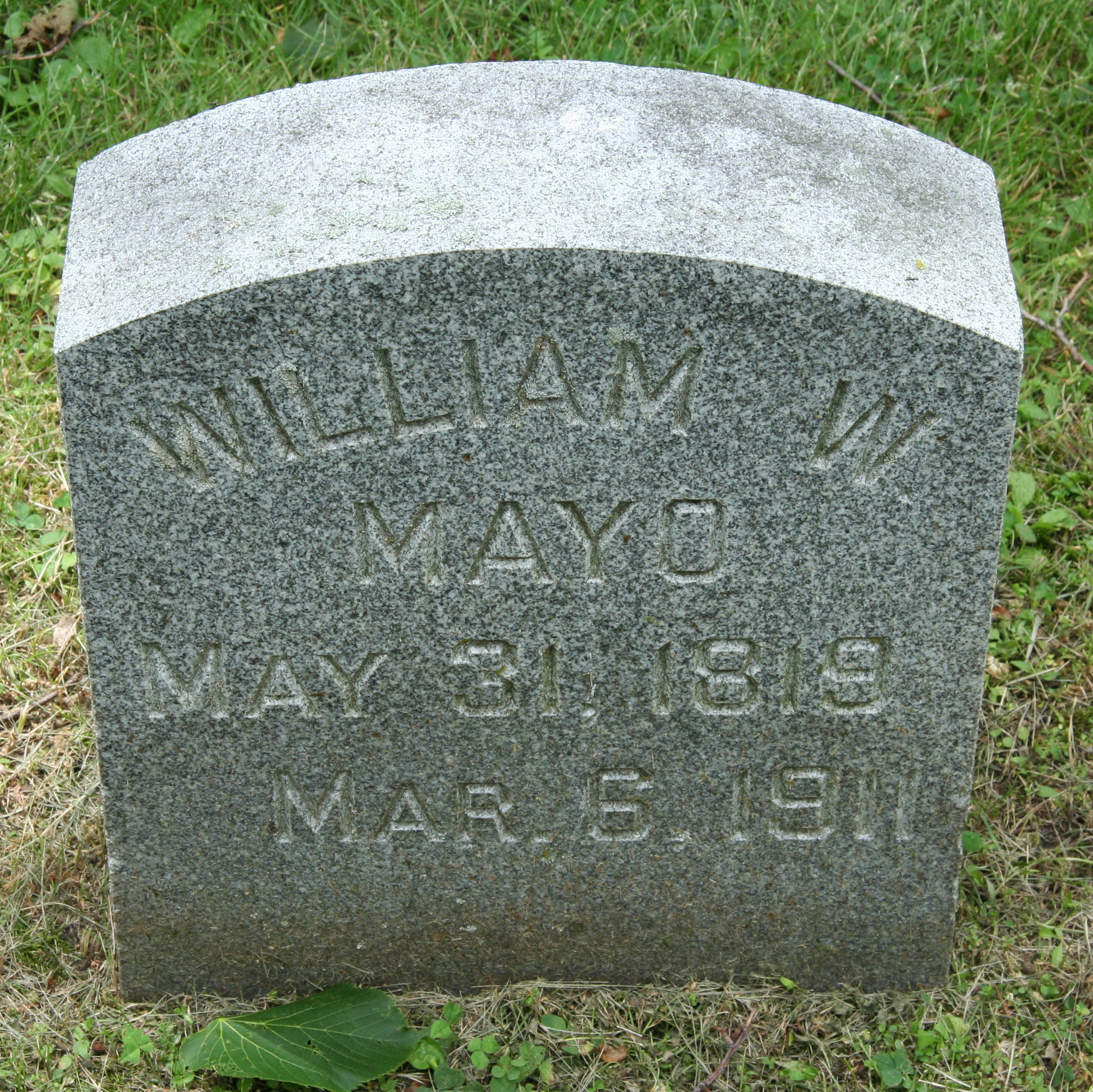
Lapide di William Worrall Mayo

Il dr. Mayo si era sempre mostrato interessato alla chirurgia, ma fino ad ora non aveva fatto nessun intervento degno di nota. La chirurgia a quel tempo si limitava principalmente alle amputazioni e alla parte esterna del corpo. Con l'introduzione di nuovi macchinari la chirurgia si sviluppò molto rapidamente, soprattutto in ambito ginecologico. Molte donne ad esempio erano costrette a letto a causa dello spostamento dell'utero, che il medico cercava di riposizionare spingendo l'organo nella sua posizione originaria e mantenendolo fermo con garze o inserendo un supporto meccanico chiamato Pessario all'interno della cavità vaginale. Tale pratica raramente si dimostrava efficace e risolutiva e il numero delle donne malate aumentava sempre più. Il dr. Mayo capì che avrebbe potuto far molto meglio il suo lavoro se avesse saputo come, per questo si recò a New York nel 1869 per studiare chirurgia generale e ginecologia. Qui vide i fratelli Atlee eseguire un'ovariectomia. La prima rimozione di un tumore ovarico fu eseguita da Ephraim McDowell, ma non fu più praticata a causa dell'alto indice di mortalità. I fratelli Atlee ripresero questa procedura migliorandola portando la mortalità al 30%. Nonostante i loro successi molti medici consideravano ancora tale procedura una follia. Nonostante il dr. Mayo avesse appreso come effettuare un'ovariectomia fu restio ad eseguirla fino al 1871.
Nel 1872 fu eletto terzo presidente della State Medical Society e molti gli suggerirono di lasciare Rochester per sviluppare meglio le sue capacità chirurgiche, ma ad eccezione di un breve soggiorno a San Paolo, il dottore non lasciò più la città. Iniziò ad essere sempre più occupato e sebbene inizialmente tutti gli interventi consistevano in amputazioni, col tempo si diffuse il principio di James Syme di Edimburgo secondo cui era meglio un arto non funzionante piuttosto che uno mancante. Il dr Mayo adottò questo principio e cercò col tempo di rimuovere solo la parte malata o morta e non l'intero arto. Tale pratica lo costrinse in dibattiti con i collegi riguardo alla necessità o meno dell'amputazione su un paziente. La sua era una chirurgia casalinga, con tutte le implicazioni che indica tale termine. La sala operatoria, allora definita teatro, era generalmente la casa del paziente, il tavolo operatorio un semplice tavolo da cucina o travi poggiate su due cavalletti o un divano e gli strumenti utilizzati non erano sterili sebbene puliti. Come molti medici il dr. Mayo si aspettava infezioni a seguito di un'operazione e si congratulava con sé stesso quando la ferita guariva quasi completamente senza complicazioni. Ben presto divenne noto per le sue abilità chirurgiche. Sviluppo un interesse particolare per il giovane Henry Wellcome, a cui diede lezioni di chimica. Oggi la Burroughs e Wellcome è una delle più famose industrie farmaceutiche.

### GLi ultimi anni
Nel 1889 fondò il Saint Marys Hospital, che in seguito fu gestito e ampliato dai figli. Dedicò gli ultimi anni della sua vita principalmente alla politica. Fece un viaggio in Oriente di cinque mesi, visitando la Cina ed il Giappone, era il regalo per il suo ottantottesimo compleanno. Nonostante tutto continuò a fare ricerche in ambito medico. Durante un esperimento si ferì gravemente la mano e l'avambraccio. Furono necessari tre interventi, ma alla fine si dovette amputare. Soffrì per diversi anni e la sua salute peggiorò. Mori il 6 marzo 1911, poco prima del suo novantaduesimo compleanno. Il funerale fu celebrato il giorno successivo, un elogio senza musica proprio come aveva richiesto il dr. Mayo. Si disse di lui che fu un uomo vigile, molto abile e degno della gloria che i figli aggiunsero al suo nome. Fu eretta una statua di bronzo a suo nome.